# Forte Pietralata
Il Forte Pietralata è uno dei 15 forti di Roma, edificati nel periodo compreso fra gli anni 1877 e 1891.

Si trova nel quartiere Q. XXI Pietralata, nel territorio del Municipio Roma IV.

## Storia
Fu costruito a partire dal 1881 e terminato nel 1885, su una superficie di 25,4 ha, in via di Pietralata, dalla quale prende il nome, su un leggero altopiano nei pressi del fiume Aniene. È il più grande dei 15 forti di Roma.
Per la sua difesa era previsto un fossato ed un ponte levatoio per permettere l'accesso.
Ha ospitato il Reggimento Carri Armati e attualmente ospita la caserma "Antonio Gandin" della brigata meccanizzata "Granatieri di Sardegna".